# Música cinematográfica

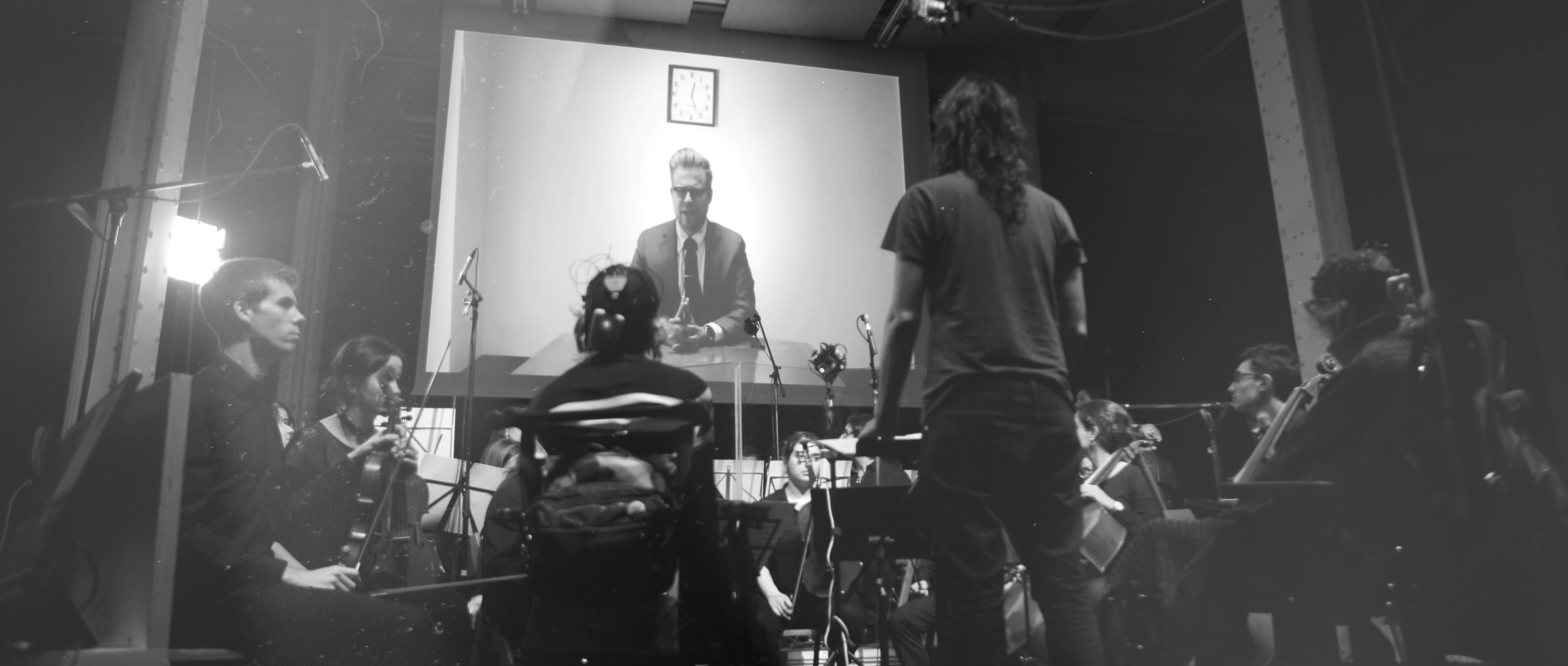
Uma trilha sonora sendo gravada pelo compositor (dirigindo no pódio, de costas para a câmera) e um pequeno conjunto. O filme está sendo exibido na tela para servir de referência

Uma trilha sonora é uma música original escrita especificamente para acompanhar um filme . A partitura faz parte da trilha sonora do filme, que geralmente inclui música, diálogo e efeitos sonoros preexistentes, e inclui várias peças orquestrais, instrumentais ou corais chamadas de pistas, que são programadas para começar e terminar em pontos específicos durante o filme. filme, a fim de aprimorar a narrativa dramática e o impacto emocional da cena em questão. As partituras são escritas por um ou mais compositores, sob a orientação de, ou em colaboração com o diretor ou produtor do filme, e geralmente são executadas por um conjunto de músicos   - na maioria das vezes composta por uma orquestra ou banda, solistas instrumentais e coro ou vocalistas   - conhecidos como cantores de reprodução e gravados por um engenheiro de som.
As trilhas sonoras abrangem uma enorme variedade de estilos musicais, dependendo da natureza dos filmes que acompanham. A maioria das partituras são obras orquestrais enraizadas na música clássica ocidental, mas muitas partituras também são influenciadas pelo jazz, rock, pop, blues, new age e música ambiente, além de uma ampla variedade de estilos étnicos e mundiais . Desde a década de 1950, um número crescente de partituras também incluiu elementos eletrônicos como parte da partitura, e muitas partituras escritas hoje apresentam um híbrido de instrumentos orquestrais e eletrônicos.
Desde a invenção da tecnologia digital e da amostragem de áudio, muitos filmes modernos puderam contar com amostras digitais para imitar o som de instrumentos ao vivo, e muitas partituras são criadas e executadas totalmente pelos próprios compositores, usando software de composição musical, sintetizadores, samplers e controladores MIDI .
Músicas como pop e rock geralmente não são consideradas parte da trilha sonora do filme,     embora as músicas também façam parte da trilha sonora do filme. Embora algumas músicas, especialmente em musicais, sejam baseadas em ideias temáticas da partitura (ou vice-versa), as partituras geralmente não têm letras, exceto quando cantadas por coros ou solistas como parte de uma sugestão. Da mesma forma, músicas pop que são " lançadas com agulha " em uma cena específica do filme para dar ênfase adicional, ou que são retratadas como parte do plano de fundo das cenas (por exemplo, uma música tocando no rádio do carro de um personagem), não são consideradas parte do a partitura, embora ocasionalmente o compositor da partitura escreva uma música pop original com base em seus temas, como " My Heart Will Go On ", de James Horner, do Titanic, escrito por Celine Dion .

## Terminologia
A trilha sonora também pode ser chamado de uma pontuação de fundo, música de fundo, trilha sonora do filme, música de cinema, composição tela, música tela, ou música incidental.

## Processo de criação
O compositor geralmente entra no processo criativo no final das filmagens mais ou menos na mesma época em que o filme está sendo editado, embora em algumas ocasiões o compositor esteja disponível durante toda a filmagem, especialmente quando os atores precisam apresentar ou estar cientes da música diegética original. O compositor recebe um "corte bruto" não polido do filme antes da conclusão da edição e conversa com o diretor ou produtor sobre que tipo de música é necessária para o filme em termos de estilo e tom. O diretor e o compositor assistirão o filme inteiro, anotando quais cenas requerem música original. Durante esse processo, o compositor tomará notas precisas de tempo para que ele saiba quanto tempo cada sugestão precisa durar, onde começa, onde termina e de determinados momentos durante uma cena com a qual a música pode precisar coincidir. maneira específica. Esse processo é conhecido como "detecção".
Ocasionalmente, um cineasta editará seu filme de acordo com o fluxo da música, em vez de fazer com que o compositor edite sua partitura para o corte final. O diretor Godfrey Reggio editou seus filmes Koyaanisqatsi e Powaqqatsi com base na música do compositor Philip Glass . Da mesma forma, a relação entre o diretor Sergio Leone e o compositor Ennio Morricone foi tal que o final de O Bom, o Mau e o Feio e os filmes Era uma vez no Ocidente e Era uma vez na América foram editados para a trilha de Morricone como o compositor a preparara meses antes do final da produção do filme.
Em outro exemplo notável, o final de ET the Extra-Terrestrial, de Steven Spielberg, foi editado para combinar com a música de seu colaborador de longa data John Williams : como relatado em um documentário complementar no DVD, Spielberg deu a Williams total liberdade com a música e pediu-lhe para gravar o taco sem foto; Spielberg então reeditou a cena mais tarde para combinar com a música.
Em algumas circunstâncias, um compositor será solicitado a escrever músicas com base em suas impressões do roteiro ou storyboards sem ver o filme em si e terá mais liberdade para criar músicas sem a necessidade de seguir comprimentos específicos de sugestões ou espelhar o arco emocional de uma cena específica. Essa abordagem geralmente é adotada por um diretor que não deseja que a música seja comentada especificamente sobre uma cena ou nuance específica de um filme e que pode ser inserida no filme a qualquer momento que o diretor desejar durante o processo de pós-produção. O compositor Hans Zimmer foi convidado a escrever músicas dessa maneira em 2010 para o filme do diretor Christopher Nolan, Inception ; compositor Gustavo Santaolalla fez a mesma coisa quando escreveu sua partitura ganhadora do Oscar em Brokeback Mountain .
Ao escrever músicas para filmes, um objetivo é sincronizar eventos dramáticos que acontecem na tela com eventos musicais na partitura. Existem muitos métodos diferentes para sincronizar música para imagem. Isso inclui o uso de software de seqüenciamento para calcular tempos, usando fórmulas matemáticas e tempo livre com tempos de referência. Os compositores trabalham usando o código de tempo SMPTE para fins de sincronização.
Ao sincronizar música para imagem, geralmente uma margem de 3 a 4 quadros atrasada ou antecipada permite que o compositor seja extremamente preciso. Usando uma técnica chamada Free Timing, o maestro usará ( a ) um cronômetro ou um cronômetro do tamanho de um estúdio ou ( b ) assistirá ao filme em uma tela ou monitor de vídeo enquanto conduz os músicos a intervalos pré-determinados. Estes são representados visualmente por linhas verticais (serpentinas) e rajadas de luz chamadas socos. Estes são colocados no filme pelo Editor de Música nos pontos especificados pelo compositor. Em ambos os casos, os tempos no relógio ou linhas escritas no filme têm tempos correspondentes, que também estão em pontos específicos (batimentos) na partitura compositor / condutor.

### Faixa de cliques escrita
Uma faixa de clique escrita é um método de escrever barras de música em valores de tempo consistentes (ou seja, 4 batidas em   : 02⅔ segundos) para estabelecer um andamento constante em vez de um valor do metrônomo (por exemplo, 88 Bpm). Um compositor usaria um clique por escrito se planejasse realizar artistas ao vivo. Ao usar outros métodos, como um metrônomo, o condutor tem um clique perfeitamente espaçado tocando no ouvido ao qual ele conduz. Isso pode gerar performances rígidas e sem vida em pistas mais expressivas e lentas. Pode-se converter um valor padrão de BPM em um clique escrito, em que X representa o número de batimentos por barra e W representa o tempo em segundos, usando a seguinte equação:
{\displaystyle {\frac {60}{bpm}}(x)=W}
Os cliques escritos são expressos usando incrementos de 1/3 de segundo; portanto, a próxima etapa é arredondar o decimal para 0, 1/3 ou 2/3 de segundo. A seguir, um exemplo para 88 BPM:
{\displaystyle {\frac {60}{88}}(4)=2.72}
2,72 arredonda para 2,66, pelo que o clique escrito é de 4 tempos   : 02 segundos.
Depois que o compositor identifica o local no filme com o qual deseja sincronizar musicalmente, deve determinar a batida musical em que esse evento ocorre. Para encontrar isso, eles usam a seguinte equação, onde bpm é batimentos por minuto, sp é o ponto de sincronização em tempo real (ou seja, 33,7 segundos) e B é o número de batimentos em incrementos de 1/3 (ou seja, 49⅔).

## Escrita
Depois que a sessão de observação estiver concluída e os horários precisos de cada sugestão determinados, o compositor trabalhará na redação da partitura. Os métodos para escrever a partitura variam de compositor para compositor; alguns compositores preferem trabalhar com lápis e papel tradicionais, escrevendo notas manualmente em uma equipe e realizando trabalhos em andamento para o diretor em um piano, enquanto outros compositores escrevem em computadores usando softwares sofisticados de composição musical, como Digital Performer, Logic Pro, Finale, Cubase ou Pro Tools . O trabalho com o software permite que os compositores criem demos de pistas baseadas em MIDI, chamadas de modelos de MIDI, para revisão pelo cineasta antes da gravação orquestral final.
O tempo que um compositor tem para escrever a partitura varia de projeto para projeto; dependendo do cronograma de pós-produção, um compositor pode ter menos de duas semanas ou até três meses para escrever a partitura. Em circunstâncias normais, o processo de escrita real geralmente dura cerca de seis semanas do começo ao fim.
O conteúdo musical real de uma trilha sonora é totalmente dependente do tipo de trilha sonora e das emoções que o diretor deseja que a música transmita. Uma partitura de filme pode abranger literalmente milhares de combinações diferentes de instrumentos, variando de conjuntos orquestrais sinfônicos completos a instrumentos solo únicos, bandas de rock a combos de jazz, junto com uma infinidade de influências étnicas e da música mundial, solistas, vocalistas, coros e texturas eletrônicas. O estilo da música sendo escrita também varia enormemente de projeto para projeto, e pode ser influenciado pelo período em que o filme é ambientado, pela localização geográfica da ação do filme e até pelo gosto musical dos personagens. Como parte de seus preparativos para escrever a partitura, o compositor geralmente pesquisará diferentes técnicas e gêneros musicais, conforme apropriado para esse projeto específico; como tal, não é incomum que compositores de filmes consagrados sejam proficientes em escrever músicas em dezenas de estilos diferentes.

## Orquestração
Depois que a música é escrita, ela deve ser organizada ou orquestrada para que o grupo possa executá-la. A natureza e o nível da orquestração variam de projeto para projeto e compositor para compositor, mas, em sua forma básica, o trabalho do orquestrador é levar a música de uma linha escrita pelo compositor e "realizá-la" em partituras específicas de cada instrumento. membro da orquestra para se apresentar.
Alguns compositores, principalmente Ennio Morricone, orquestram suas próprias partituras, sem usar um orquestrador adicional. Alguns compositores fornecem detalhes complexos sobre como desejam que isso seja realizado e fornecerão ao orquestrador notas abundantes, descrevendo quais instrumentos estão sendo solicitados a executar essas notas, dando ao orquestrador nenhuma contribuição criativa pessoal além de re-notar a música em diferentes folhas de música. papel, conforme apropriado. Outros compositores são menos detalhados e frequentemente pedem aos orquestradores que preencham os espaços em branco, fornecendo sua própria contribuição criativa para a composição do conjunto, garantindo que cada instrumento seja capaz de executar a música conforme escrita e até permitindo que eles apresentem técnicas de desempenho e floresce para melhorar a pontuação. Em muitos casos, as restrições de tempo determinadas pelo cronograma de pós-produção ditam se os compositores orquestram suas próprias partituras, já que muitas vezes é impossível para o compositor concluir todas as tarefas necessárias dentro do prazo permitido.
Ao longo dos anos, vários orquestradores se vincularam ao trabalho de um compositor em particular, muitas vezes ao ponto em que um não funcionará sem o outro. Exemplos de relacionamentos duradouros entre compositor e orquestrador incluem Jerry Goldsmith com Arthur Morton e Alexander Courage ; John Williams com Herbert W. Spencer ; Alan Menken com Danny Troob e Michael Starobin ; Carter Burwell com Sonny Kompanek ; Graeme Revell e Michael Giacchino com Tim Simonec ; Alan Silvestri com James B. Campbell e William Ross ; Miklós Rózsa com Eugene Zador ; Alfred Newman com Edward Powell, Ken Darby e Hugo Friedhofer ; Danny Elfman com Steve Bartek ; Mark Isham com Ken Kulger ; David Arnold com Nicholas Dodd ; Randy Edelman com Ralph Ferraro e Stuart Balcomb ; Basil Poledouris com Greig McRitchie ; e Elliot Goldenthal com Robert Elhai . Outros se tornaram orquestradores contratados e trabalham com muitos compositores diferentes ao longo de suas carreiras; exemplos de orquestradores de destaque da música cinematográfica incluem Pete Anthony, Jeff Atmajian, Brad Dechter, Bruce Fowler, John Neufeld, Thomas Pasatieri, Conrad Pope, Nic Raine e JAC Redford . Ao longo dos anos, vários orquestradores se vincularam ao trabalho de um compositor em particular, muitas vezes ao ponto em que um não funcionará sem o outro. Exemplos de relacionamentos duradouros entre compositor e orquestrador incluem Jerry Goldsmith com Arthur Morton e Alexander Courage ; John Williams com Herbert W. Spencer ; Alan Menken com Danny Troob e Michael Starobin ; Carter Burwell com Sonny Kompanek ; Graeme Revell e Michael Giacchino com Tim Simonec ; Alan Silvestri com James B. Campbell e William Ross ; Miklós Rózsa com Eugene Zador ; Alfred Newman com Edward Powell, Ken Darby e Hugo Friedhofer ; Danny Elfman com Steve Bartek ; Mark Isham com Ken Kulger ; David Arnold com Nicholas Dodd ; Randy Edelman com Ralph Ferraro e Stuart Balcomb ; Basil Poledouris com Greig McRitchie ; e Elliot Goldenthal com Robert Elhai . Outros se tornaram orquestradores contratados e trabalham com muitos compositores diferentes ao longo de suas carreiras; exemplos de orquestradores de destaque da música cinematográfica incluem Pete Anthony, Jeff Atmajian, Brad Dechter, Bruce Fowler, John Neufeld, Thomas Pasatieri, Conrad Pope, Nic Raine e JAC Redford .
Depois que o processo de orquestração é concluído, a partitura é fisicamente impressa no papel por um ou mais copiadores de música e está pronta para apresentação.

### Gravação
Quando a música é composta e orquestrada, a orquestra ou o grupo a executa, geralmente com o compositor. Os músicos desses conjuntos geralmente não são creditados no filme ou no álbum e são contratados individualmente (e, nesse caso, o contratante da orquestra é creditado no filme ou no álbum da trilha sonora ). No entanto, alguns filmes começaram recentemente a creditar os músicos contratados nos álbuns com o nome Hollywood Studio Symphony, após um acordo com a Federação Americana de Músicos . Outros conjuntos de performances que são frequentemente empregados incluem a London Symphony Orchestra (tocando música desde 1935)  a City of Prague Philharmonic Orchestra (uma orquestra dedicada principalmente à gravação), a BBC Philharmonic e a Northwest Sinfonia.
Os executa orquestra na frente de uma grande tela retratando o filme, O maestro e músicos habitualmente usar fones de ouvido que soam uma série de cliques chamado de "click-track", que muda com metro e ritmo, ajudando a sincronizar a música com o filme.
Mais raramente, o diretor conversa com o compositor antes do início das filmagens, para dar mais tempo ao compositor ou porque o diretor precisa gravar cenas (nomeadamente cenas de música ou dança) de acordo com a partitura final. Às vezes, o diretor editou o filme usando "música temporária (temporária)": peças já publicadas com um personagem que o diretor acredita caber em cenas específicas.

## Elementos de uma trilha sonora
A maioria dos filmes tem entre 45 e 120 minutos de música. No entanto, alguns filmes têm muito pouca ou nenhuma música; outros podem apresentar uma pontuação que é reproduzida quase continuamente.

### Faixas temporárias
Em alguns casos, o diretor solicitou que os compositores de filmes imitassem um compositor ou estilo específico presente na faixa temporária. Em outras ocasiões, os diretores tornaram-se tão apegados à partitura temporária que decidem usá-la e rejeitam a partitura original escrita pelo compositor do filme. Um dos casos mais famosos é o 2001: A Space Odyssey, de Stanley Kubrick, onde Kubrick optou pelas gravações de obras clássicas existentes, incluindo peças do compositor György Ligeti em vez da trilha de Alex North, embora Kubrick também tenha contratado Frank. Cordell para fazer uma pontuação. Outros exemplos incluem Cortina rasgada (Bernard Herrmann), Troy (Gabriel Yared), Piratas do Caribe: A maldição da pérola negra (Alan Silvestri), King Kong de Peter Jackson (Howard Shore), e A Identidade Bourne (Carter Burwell).

### Estrutura
Os filmes costumam ter temas diferentes para personagens importantes, eventos, ideias ou objetos, uma ideia frequentemente associada ao uso de leitmotiv por Wagner. Eles podem ser tocados em diferentes variações, dependendo da situação que eles representam, espalhados entre a música incidental. Os temas para caracteres ou locais específicos são conhecidos como um motivo em que o restante da faixa geralmente está centralizado em torno do motivo específico e a faixa se desenvolve de acordo com o motivo.
Essa técnica comum muitas vezes passa despercebida por espectadores casuais, mas se tornou bem conhecida entre os entusiastas de gênero. Um exemplo proeminente é a trilha sonora de John Williams para a saga Star Wars, e os numerosos temas da música Star Wars associados a personagens individuais como Darth Vader, Luke Skywalker e Princesa Leia . Da mesma forma, a música da série de filmes O Senhor dos Anéis apresentava temas recorrentes para muitos personagens e lugares principais. Outro exemplo notável é o tema Klingon, de Jerry Goldsmith, de Jornada nas Estrelas: O Filme (1979), que mais tarde compositores da série de filmes Jornada nas Estrelas , citados em seus motivos Klingon, foram incluídos em inúmeras ocasiões como tema de Worf, o personagem Klingon mais proeminente da franquia. Michael Giacchino empregou temas de personagens na trilha sonora do filme de animação Up, de 2009, pelo qual recebeu o Oscar de Melhor Trilha Sonora. Sua trilha sonora orquestral para a série de televisão Lost também dependia muito de temas específicos de personagens e situações.

### Música de origem
" Música de origem " (ou uma "sugestão de origem") vem de uma fonte na tela que pode realmente ser vista ou inferida (na teoria acadêmica do cinema, essa música é chamada de música " diegética ", como emana da " diegese " ou "mundo da história"). Um exemplo de "música de origem" é o uso da música de Frankie Valli "Não posso tirar meus olhos de você" em The Deer Hunter, de Michael Cimino . O thriller de Alfred Hitchcock, de 1963, The Birds é um exemplo de filme de Hollywood sem música não-diegética . O Dogme 95 é um movimento cinematográfico, iniciado na Dinamarca em 1995, com um manifesto que proíbe qualquer uso de música não-diegética em seus filmes.

### Mérito artistico
Os méritos artísticos da música cinematográfica são frequentemente debatidos. Alguns críticos o valorizam muito, apontando para músicas como a de Erich Wolfgang Korngold, Aaron Copland, Bernard Herrmann e outros. Alguns consideram que a música cinematográfica é um gênero definidor da música clássica no final do século XX, apenas porque é a marca da música clássica ouvida com mais frequência do que qualquer outra. Em alguns casos, os temas dos filmes foram aceitos no cânone da música clássica . Estes são principalmente trabalhos de compositores já notados que fizeram partituras; por exemplo, a pontuação de Sergei Prokofiev para Alexander Nevsky, ou a pontuação de Vaughan Williams para Scott da Antártica . Outros vêem a grande maioria da música cinematográfica como sem mérito. Eles consideram que muita música cinematográfica é derivada, tomando emprestado fortemente de trabalhos anteriores. Os compositores de trilhas sonoras costumam produzir cerca de três ou quatro por ano. As obras mais populares de compositores como John Williams e Danny Elfman ainda estão longe de entrar no cânone aceito. Mesmo assim, considerando que são frequentemente as composições modernas mais populares da música clássica conhecidas pelo público em geral, as principais orquestras às vezes realizam concertos dessa música, assim como as orquestras pop .

### Esforços de preservação
Em 1983, uma organização sem fins lucrativos, a Society for the Preservation of Film Music, foi formada para preservar os "subprodutos" da criação de uma trilha sonora, incluindo os manuscritos musicais (música escrita) e outros documentos e gravações em estúdio gerados no processo. de composição e gravação de partituras que, em alguns casos, foram descartadas pelos estúdios de cinema . A música escrita deve ser mantida para executar a música em programas de concerto e fazer novas gravações. Às vezes, somente após décadas é lançada uma gravação em arquivo de uma trilha sonora em CD.

## História
Segundo Kurt London, a música cinematográfica "começou não como resultado de qualquer desejo artístico, mas de uma necessidade terrível de algo que afogasse o barulho produzido pelo projetor. Pois naquela época ainda não havia paredes absorventes de som entre a máquina de projeção e o auditório. Esse ruído doloroso perturbou o prazer visual em grande parte. Instintivamente, os proprietários de cinema recorreram à música, e foi o caminho certo, usando um som agradável para neutralizar um menos agradável ".
Antes da era do som gravado em filmes, foram feitos esforços para fornecer música adequada para os filmes, geralmente através dos serviços de um pianista ou organista interno e, em alguns casos, orquestras inteiras, geralmente fornecidas como sugestões . Um pianista estava presente para se apresentar na primeira exibição dos irmãos Lumiere em 1895. Em 1914, a Oz Film Manufacturing Company enviou partituras completas de Louis F. Gottschalk para seus filmes. Outros exemplos disso incluem a partitura de Victor Herbert, em 1915, para The Fall of a Nation (sequência de O nascimento de uma nação ) e a música de Camille Saint-Saëns para The Assassination of the Duke of Guise, em 1908. Foi precedida pela partitura de Nathaniel D. Mann para The Fairylogue e Radio-Plays em quatro meses, mas essa foi uma mistura de performances inter-relacionadas de palco e filme na tradição de antigos shows de lanternas mágicas . A maioria dos acompanhamentos da época, apesar desses exemplos, incluía peças de compositores famosos, incluindo também estudos. Eles costumavam ser usados para formar catálogos de músicas de photoplay, que tinham diferentes subseções divididas por 'humor' e gênero: sombrio, triste, suspense, ação, perseguição etc.
O cinema alemão, que foi altamente influente na era dos filmes mudos, forneceu algumas partituras originais, como os filmes de Fritz Lang, Die Nibelungen (1924) e Metropolis (1927), que foram acompanhadas por partituras orquestrais e leitmotivas originais de Gottfried Huppertz., que também escreveu versões em piano de sua música para tocar em cinemas menores.     Os filmes de Friedrich W. Murnau Nosferatu (1922 - música de Hans Erdmann ) e Faust - Eine deutsche Volkssage (1926   - música de Werner Richard Heymann ) também teve partituras originais escritas para eles. Outros filmes como Der letzte Mann, de Murnau, continham uma mistura de composições originais (neste caso de Giuseppe Becce ) e músicas de biblioteca / músicas folclóricas, que foram artisticamente incluídas na partitura pelo compositor.
Na França, antes do advento dos talkies, Erik Satie compôs o que muitos consideram o primeiro filme síncrono "quadro a quadro" do curta de vanguarda do diretor René Clair, Entr'acte (1924). Antecipando as técnicas de "detecção" e as inconsistências das velocidades de projeção nas exibições de filmes mudos, Satie adotou tempos precisos para cada sequência e criou uma pontuação flexível e aleatória de motivos breves e evocativos que podiam ser repetidos e variados no tempo, conforme necessário. Os compositores americanos Virgil Thomson e Aaron Copland citaram a música de Satie para Entr'acte como uma grande influência em suas próprias incursões na pontuação de filmes.
Quando o som chegou ao cinema, o diretor Fritz Lang mal usou mais a música em seus filmes. Além de Peter Lorre assobiar uma peça curta de Peer Gynt, de Edvard Grieg, o filme de Lang M - Eine Stadt como einen Mörder não tinha acompanhamento musical completamente e Das Testament des Dr. Mabuse incluiu apenas uma peça original escrita por Hans Erdmann no filme. muito começo e fim do filme. Uma das raras ocasiões em que a música ocorre no filme é uma música que um dos personagens canta, que Lang usa para enfatizar a insanidade do homem, semelhante ao uso do assobio em M.
Um evento marcante na sincronização da música com a ação no filme foi alcançado na trilha composta por Max Steiner para King Kong de David O. Selznick, em 1933 . Um bom exemplo disso é quando o chefe aborígine se aproxima lentamente dos visitantes indesejados da Ilha da Caveira, que estão filmando os rituais sagrados dos nativos. Enquanto ele se aproxima cada vez mais, cada passo é reforçado por um acorde de fundo.
Embora "a pontuação das narrativas durante a década de 1940 tenha ficado atrás das inovações técnicas no campo da música para concertos" a década de 1950 viu o aumento da trilha sonora modernista . A diretora Elia Kazan estava aberta à ideia de influências do jazz e pontuações dissonantes e trabalhou com Alex North, cuja trilha sonora de A Streetcar Named Desire (1951) combinava dissonância com elementos do blues e do jazz. Kazan também abordou Leonard Bernstein para marcar On the Waterfront (1954), e o resultado foi uma reminiscência de trabalhos anteriores de Aaron Copland e Igor Stravinsky com suas "harmonias baseadas no jazz e ritmos aditivos emocionantes". Um ano depois, Leonard Rosenman, inspirado por Arnold Schoenberg, experimentou atonalidade em suas partituras para East of Eden (1955) e Rebel Without a Cause (1955). Em sua colaboração de dez anos com Alfred Hitchcock, Bernard Herrmann experimentou ideias em Vertigo (1958) e Psycho (1960). O uso do jazz não diegético foi outra inovação modernista, como a partitura de Duke Ellington, estrela do jazz, para Anatomy of a Murder, de Otto Preminger (1959).

## Compositores
A lista a seguir inclui todos os compositores que marcaram um dos 100 filmes com maior bilheteria de todos os tempos, mas nunca foram indicados a um grande prêmio (Oscar, Globo de Ouro etc. )
- William Alwyn   - Família Suíça Robinson (1960)
- Joseph DeBeasi   - American Sniper (2014)
- David Buttolph   - Casa de Cera (1953)
- Brad Fiedel   - Terminator 2: Dia do Julgamento (1991)
- Alexander Janko   - Meu Casamento Grego Gordo (2002)
- Bill Justis   - Smokey e o Bandido (1977)
- Harald Kloser   - O dia depois de amanhã (2004), 2012 (2009)
- Heitor Pereira   - Meu Malvado Favorito (2010), Os Smurfs (2011), Meu Malvado Favorito 2 (2013)
- Trevor Rabin   - Armageddon (1998), Tesouro Nacional: Livro dos Segredos (2007)
- Thomas Wanker   - 2012 (2009)
- Pharrell Williams   Meu Malvado Favorito (2010), Meu Malvado Favorito 2 (2013)
- Chris Wilson   - Meu Casamento Grego Gordo (2002)[31]

## Relação com diretores
Às vezes, um compositor pode se unir a um diretor compondo a trilha sonora de muitos filmes de um mesmo diretor. Por exemplo, Danny Elfman fez a trilha sonora de todos os filmes dirigidos por Tim Burton, com exceção de Ed Wood (trilha sonora de Howard Shore ) e Sweeney Todd: o barbeiro demoníaco da Fleet Street (trilha sonora de Stephen Sondheim ). Outros exemplos são John Williams com Steven Spielberg e George Lucas, Bernard Herrmann com Alfred Hitchcock, Jerry Goldsmith com Joe Dante e Franklin Schaffner, Ennio Morricone com Sergio Leone, Mauro Bolognini com Giuseppe Tornatore, Alan Silvestri com Robert Zemeckis, Angelo Badalamenti com David Lynch James Newton Howard com M. Night Shyamalan, Éric Serra com Luc Besson, Patrick Doyle com Kenneth Branagh, Howard Shore com David Cronenberg, Peter Jackson e Martin Scorsese, Carter Burwell com Joel e Ethan Coen, Hans Zimmer com Christopher Nolan, Harry Gregson-Williams com Tony Scott, Clint Mansell com Darren Aronofsky, Trent Reznor e Atticus Ross com David Fincher . John Lasseter com Randy Newman, Andrew Stanton com Thomas Newman, Joe Kraemer com Christopher McQuarrie, Michael Giacchino com JJ Abrams e Brad Bird, James Horner com James Cameron e Ron Howard, Akira Ifukube com Ishirō Honda, AR Rahman com Mani Ratnam e Jo seph Trapanese com Joseph Kosinski .

## Música de produção
As bibliotecas de produção musical geralmente oferecem uma ampla variedade de estilos e gêneros musicais, permitindo que produtores e editores encontrem muito do que precisam na mesma biblioteca. As bibliotecas de música variam em tamanho, de algumas centenas de faixas a muitos milhares. A primeira biblioteca musical de produção foi criada pela De Wolfe Music em 1927, com o advento do som no cinema, a empresa originalmente marcou músicas para uso em filmes mudos. Outra biblioteca musical foi criada por Ralph Hawkes, da Boosey & Hawkes Music Publishers, na década de 1930. A APM, a maior biblioteca dos EUA, possui mais de 250.000 faixas.

### Organizações de música cinematográfica
- ASCAP - Executando organização de direitos
- Guilda Australiana de Compositores de Tela (AGSC)
- IMC - Organização dos direitos de execução
- PRS for Music - Organização de direitos autorais (UK)
- Fundo de Mercados Secundários para Músicos de Cinema
- Guilda dos compositores de tela do Canadá
- Sociedade de compositores e letristas

### Sites de crítica musical
- Trilhas de filme
- Soundtrack.net
- Movie Music UK
- Onda de filmes
- MusicScoring.org
- Filmes sobre cera
- Film Music Review

### Rótulos de gravação de trilhas sonoras originais especializadas independentes
- 1M1 Records
- Digitmovies AE
- Sociedade de Gravação Entr'acte
- Pontuação do filme mensalmente
- The Hit House Music
- Registros Intrada
- La-La Land Records
- Milan Records
- MovieScore Media
- Registros de perseverança
- Prometheus Records
- Silva Screen Records
- Registros de tronco
- Varèse Sarabande

### Revistas
Pontuação do filme mensalmente